# Warner Records
Warner Records (anteriormente Warner Bros. Records) é uma companhia discográfica norte-americana e uma das gravadoras mais importantes da Warner Music Group. Fundada em 1958, por Jack Warner, (um dos fundadores da Warner Bros. Pictures Inc.) tornou-se a maior gravadora do planeta, sendo vendida em 2004 e depois em 2011 (juntamente com a Warner Music Group). É conhecida internacionalmente como WEA International Inc. Tem o apelido de Bunny, baseado no desenho Bugs Bunny, feito pela Warner Bros. entre a década de 1940 e os a década de 1960. Bugs Bunny é o mascote da gravadora.

Logotipo utilizado de 2004 a 2019

Em 28 de maio de 2019, após 61 anos, a gravadora foi renomeada para Warner Records, e recebendo uma nova identidade visual.